# Volto Santo di Sansepolcro
Il Volto Santo di Sansepolcro è una grande statua lignea di Cristo crocifisso risalente al VIII-IX secolo e conservata nella Basilica Cattedrale di Sansepolcro. Insieme al Volto Santo di Lucca rientra tra quelle immagini definite acheropite. La festa liturgica ricorre l'ultima domenica dell'anno liturgico, solennità di Gesù Cristo Re dell'Universo. In quest'occasione l'antico simulacro viene rivestito di abiti regali.

## Descrizione
La scultura, di proporzioni monumentali (cm. 280x290), così come si presenta attualmente è il risultato di almeno tre diversi interventi susseguitisi nei secoli centrali del medioevo. La lavorazione del legno, secondo la datazione al radiocarbonio C14, risalirebbe ai secc. VIII/IX, ma l'analisi stilisca suggerisce un rifacimento di XI/XII secolo. Le policromie sono da riferire alle fine del XII/inizi XIII secolo, in sostituzione di una pittura precedente. Il braccio sinistro è un rifacimento di inizio XIII secolo, per il quale è stato usato legno ricavato da un albero abbattuto tra i secc. X/XI.
La tipologia iconografica è quella del Cristus triumphans, o Cristus rex, rivestito di una nobile veste regale, adornata di ricami preziosi e cinta al petto da una fascia dorata, con riferimento ad Ap. 1, 12-13.17. Sulle spalle porta la stola sacerdotale, a significare il Cristus rex et sacerdos che, crocifisso, risorto e asceso al cielo, regna sull'universo in attesa della venuta gloriosa.

## Tradizioni e leggende
Come spesso accade per immagini molto antiche e molto venerate, anche nel caso del Volto Santo di Sansepolcro non mancano le narrazioni leggendarie circa la sua origine o alcuni fatti particolari della sua storia. Si narra, ad esempio, che il volto sia scolpito a parte rispetto al resto del corpo e che raffiguri il vero volto del Cristo. Alcune versioni attribuiscono la scultura al discepolo Nicodemo, di cui parla il Vangelo di Giovanni (3, 1-21; 7, 45-51; 19, 39-42): è la nota leggenda leobiniana, comune anche al Volto Santo di Lucca.
Altro fatto leggendario è la donazione del Volto Santo alla pieve di Santa Maria in Sansepolcro da parte della famiglia Cattani nel 1405. Studi recenti hanno infatti dimostrato che la scultura era nella pieve già nell'anno 1336.
Infine, una terza leggenda, dal carattere più municipalistico, parla di un tentativo di furto nell'anno 1440, commissionato dai canonici della cattedrale di Città di Castello, dai quali dipendeva la chiesa. I ladri, prezzolati dai canonici, sarebbero riusciti a rubare il Volto Santo, ma una volta giunti a Città di Castello dal sacco avrebbero visto uscire solo un'umida e densa nebbia che, da allora, è uno dei flagelli della città.

## Storia
Fino al 1770 si trovava nella pieve di Santa Maria, poi intitolata a Sant'Agostino nel XVIII secolo, dove è documentato dal 1336 (prima data al momento nota) e nella quale già nel 1343 esisteva una confraternita detta delle Laudi del Volto Santo.

### I secoli XIV-XVIII
Il periodo dal quale il Volto Santo comincia ad apparire nelle fonti documentarie è il XIV secolo, ma ciò risente del fatto che per Sansepolcro non si conserva la documentazione notarile del secolo precedente. Per tutto il secolo si conoscono 48 documenti relativi alla devozione per il Volto Santo, che si esprime in lasciti per l'immagine (1362), la celebrazione di messe (1336), in favore dell'opera del Volto Santo (1341, 1348, 1363) o quella della pieve (1382, 1387), l'accensione di ceri davanti all'immagine o al santissimo Sacramento conservato nella cappella (1343, 1347, 1348, 1350, 1360, 1363, 1366, 1367, 1368, 1392), la confezione di indumenti per l'icona (1348, 1363, 1367, 1368, 1383), la manutenzione o l'ornamento della cappella (1348, 1361, 1363, 1367); in alcuni casi vengono donate suppellettili liturgiche (1396). La cappella del Volto Santo viene usata anche per lo svolgimento di solenni celebrazioni liturgiche quali, ad esempio, il conferimento della tonsura clericale (1394, 1399).
Segno dell'affermarsi di una devozione civica è la formula d'onore che apre lo statuto dell'Arte dei Calzolai dell'11 maggio 1378, scritta «ad honore e reverentia de l'omnipotente Dio e dela sua madre gloriosa e vergine santa Maria e de messer santo Giovanni apostolo e evangelista, principale guida, protectore e governatore del comuno e popolo dela terra del Borgo San Sepolcro, e del beato Volto Santo e dela pretiosa Magdalena e dela gloriosa vergine e martire santa Katerina e del beato confessore messer sancto Nicolò e de tucta la corte celeste».
Nel corso del XIV secolo la devozione al Volto Santo si diffonde anche tra personalità non originarie di Sansepolcro, ma che con la città hanno rapporti: nel 1399 Francesco Gonzaga, collaboratore militare e cognato di Carlo Malatesti, signore di Sansepolcro, dona al Volto Santo un calice d'argento. Una delle modalità più caratteristiche di manifestare la venerazione verso l'immagine è quella di rivestirla con abiti sontuosi, a minitazione di quello scolpito e dipinto: nel 1414, ad esempio, i vestimenta Vultus Sancti conservati in una cassa nella cappella della pieve sono ben venti (in alcuni casi lavorati in oro o argento); inoltre, vi sono due corone, una intera d'argento con pietre e gemme, e una frammentaria, in quattro pezzi, di rame dorato e argentato.
Il valore civico dell'icona si consolida nel XV secolo: nel 1460, ad esempio, il comune autorizza la Fraternita di San Bartolomeo a vendere alcuni beni per sostenere la causa di difesa della cappella del Volto Santo, «que fuit semper et est sub tutela et protectione dicti communis», contro il capitolo di Città di Castello. In questo secolo è documentata anche la prassi di realizzare piccole riproduzioni in metallo dorato a uso privato, come documentato dall'elenco degli oggetti lasciati nel 1463 agli eredi da Jacopo Anastagi, cittadino di Sansepolcro e segretario di Sigismondo Malatesta. Nella pieve il Volto Santo è custodito in una cappella apposita, gestita da un'opera, che nel 1465 viene esentata da tutti i dazi comunali. Anche per il XV secolo sono noti lasciti testamentari in favore dell'opera del Volto Santo (1472, 1492) o della cappella (1479). La devozione al Volto Santo si diffonde anche in alcune località del contado di Sansepolcro: nel 1461 Giovanni di Silvestro della villa di San Pietro lascia 2 lire e 10 soldi alla cappella del Volto Santo; nel 1472 Pietro del fu Giovanni, anch'egli della villa di San Pietro, lascia 20 soldi all'opera del Volto Santo.
Nel XVI secolo si formò una nuova confraternita con lo scopo di promuovere la devozione al Volto Santo. Inoltre, il comune interviene per disciplinare la nomina dee rettori della cappella del Volto Santo, riservandola ai priori della Fraternita di San Bartolomeo (1533).
Traslato nella Cattedrale nel 1770 a motivo dei lavori di rifacimento dell'antica pieve, il Volto Santo rafforza la propria funzione di simbolo identitario della città. Il 21 settembre 1777 viene scoperto solennemente per la visita del granduca Pietro Leopoldo di Toscana.

### Le confraternite del Volto Santo
Una compagnia laicale nata con lo scopo di curare la devozione al Volto Santo, anche con il canto delle laudi, esiste già nel 1343, con sede presso la pieve di Santa Maria; probabilmente questa prima confraternita si estingue a seguito della peste del 1348, perché dopo tale anno non se ne ha più menzione nei documenti.
Nel 1565 il nobile Simone Giovanni Nomi promuove la fondazione di una nuova Compagnia del Volto Santo alla quale, nel 1571, lo statuto del comune di Sansepolcro assegna l'obbligo di aiutare i malati di mali incurabili e di soccorrerli nelle loro necessità. La sede della compagnia è in un oratorio posto al di sopra della cappella del Volto Santo; la compagnia è governata da un priore, un sottopriore, due camerlenghi, uno scrivano e un cassiere. I confratelli si impegnano anche nella celebrazione della festa del Volto Santo nel mese di novembre, nella festa del Salvatore. Nei primi anni, come risulta dalla visita pastorale del vescovo Niccolò Tornabuoni del 1568, la vita della compagnia scorre tranquilla e con profitto, ma già nel 1593 lo stesso mons. Tornabuoni nota un certo rilassamento nella pratica religiosa e caritativa dei confratelli, ormai ridotto a 20. Nel tempo l'attività dei confratelli diventa sempre più sporadica e anche le entrate si riducono tanto che nel 1687 la compagnia viene soppressa dal vescovo di Sansepolcro perché ormai la sola testimonianza della sua esistenza si era ridotta alla partecipazione del gonfalone alle processioni.

### I secoli XX e XXI
Nel 1901 la diocesi di Sansepolcro celebrò un anno di festeggiamenti in onore del Volto Santo. Nel corso dei lavori di restauro della Cattedrale condotti negli anni 1934-1943 è stato traslato dall'altare maggiore alla cappella terminale della navata sinistra, appositamente costruita per iniziativa del vescovo Pompeo Ghezzi, un tempo detta Cappella del Santissimo Sacramento e oggi detta Cappella del Volto Santo. L'allestimento della cappella esprime un progetto teologico cristocentrico ed eucaristico: all'interno della nicchia di fondo è collocato il Volto Santo, icona di Cristo crocifisso; sulle pareti laterali sono affisse la Resurrezione, di Raffaellino del Colle, e l'Ascensione, del Perugino; sull'altare è collocato il tabernacolo della custodia eucaristica: in tal modo, si intende esprimere l'annuncio teologico della redenzione avvenuta attraverso la crocifissione, la resurrezione e l'ascensione al cielo di Gesù, adorato nell'eucaristia. Tale assetto è stato definitivamente rimosso nel 1989, quando venne deciso di eliminare ogni altra opera presente nella cappella per valorizzare così la presenza del Volto Santo.
L'ultimo restauro, sviluppatosi tra 1984 e 1989, ha favorito una migliore conoscenza e datazione dell'opera e una riappropriazione da parte della città di un grande capolavoro medievale. Il Volto Santo, ad esempio, è stato riprodotto nelle croci pettorali dei vescovi Giacomo Babini nel 1987, Gualtiero Bassetti nel 1998 e Riccardo Fontana nel 2009 e una sua riproduzione è stata donata al patriarca di Gerusalemme da una delegazione della diocesi nel gennaio 2010. Inoltre, sue riproduzioni sono presenti anche nel santuario di Santa Maria delle Grazie di Città di Castello, collocata nel 2010 su di una croce da altare, e nella cattedrale di Arezzo (collocata nel 2011 su di una croce astile).

## Il restauro degli anni 1984-1989 e il successivo sviluppo degli studi
Un recente restauro (1984-1989) ha rivelato che la statua conserva una stupenda policromia in eccezionale stato di conservazione del XII secolo. L'analisi del carbonio 14 daterebbe il cristo ligneo addirittura all'epoca Carolingia, facendone il più antico al Mondo, forse ultimo superstite della classe di Crocifissi che "tradizionalmente" si considerano derivati dal Volto Santo di Lucca.
Dopo il restauro, la scultura è stata esposta in due mostre a Roma (Il Volto di Cristo, 2000-2001) e ad Arezzo (La bellezza del sacro, 2002-2003) ed è stata studiata in occasione dei convegni di Engelberg (2000) e Lucca (2001).

## La critica storico-artistica e la questione delle origini
Quanto emerso dal restauro ha sollevato l'attenzione degli studiosi, a motivo della riconosciuta antichità dell'opera, probabilmente più antica anche della città dove attualmente si conserva.
Prime riflessioni in tal senso sono venute da Anna Maria Maetzke, che, valorizzando i risultati del restauro, ha indicato il Volto Santo come una delle «sculture monumentali più antica di tutto il Medioevo occidentale»: prima ha proposto una provenienza «da un nobile ambiente carolingio di corte o quantomeno dall'ambito di qualche grande monastero di fondazione imperiale», poi ha formulato un'ipotesi sull'origine che si basa su un documento, di cui non è stata fornita indicazione del luogo di conservazione, secondo il quale il 4 giugno 1179 sarebbe avvenuta la cessione di un crocifisso tunicato a non meglio precisati fratres de Luca ad un altrettanto imprecisato Burgus Arretii.
La proposta non ha mancato di suscitare interrogativi, prudentemente avanzati da Paola Refice e Antonino Caleca.

### Un'ipotesi sull'origine
Al momento sono ignoti i motivi della presenza del Volto Santo nella pieve. Nel 2012 la celebrazione del millenario della cattedrale e della città ha offerto ad Andrea Czortek e ad Alessio Monciatti l'occasione per riflettere sulla presenza del Volto Santo nella pieve, inserendola nel contesto storico due-trecentesco, all'interno del quale la scultura diventa un «polarizzatore cultuale a favore della Pieve». Tale ipotesi lega la presenza all'origine della pieve, avviata nel 1203 e terminata attorno al 1211, per la quale si sarebbe resa necessaria la presenza di una icona significativa, in grado di attirare i fedeli e, per così dire, rendere la chiesa concorrenziale rispetto all'abbazia camaldolese, nella quale dal 1106 si amministrava il battesimo. La nuova pieve dipendeva dal capitolo della cattedrale di Città di Castello, a sua volta facente parte della congregazione di San Frediano di Lucca: per questo motivo è stato ipotizzato che i canonici abbiano chiesto a Lucca un'immagine significativa per la nuova pieve, oppure vi abbiano trasferito un Volto Santo già in loro possesso (e conservato nella cattedrale oppure nella prima sede della pieve, in località Boccognano). L'afferenza della canonica tifernate, e quindi della pieve di Sansepolcro, alla congregazione di San Frediano costituirebbe un solido legame religioso e istituzionale fra i centri altotiberini e Lucca, tale da giustifcare la presenza di un Volto Santo.

## La visita di papa Benedetto XVI
Domenica 13 maggio 2012, in occasione dell'anno in cui la città di Sansepolcro ricorda il millennio della propria origine, papa Benedetto XVI ha fatto visita alla Basilica Cattedrale fermandosi in preghiera di fronte al Volto Santo e, in ricordo della visita, gli è stata donata una riproduzione in argento del Crocifisso miracoloso.